# Lordi
Lordi es una banda finlandesa de hard rock y heavy metal fundada en 1992 en la ciudad de Rovaniemi por el vocalista Mr. Lordi. Sus integrantes destacan por sus trajes de monstruos o demonios que utilizan en los conciertos y en los videoclips, por lo cual son conocidos como «Los monstruos finlandeses».
En 2002 la banda lanzó su primer álbum de estudio, Get Heavy, seguido dos años después por The Monsterican Dream, predecesor de The Arockalypse, el cual contenía el tema «Hard Rock Hallelujah» con el que Lordi ganó el Festival de Eurovisión 2006 en Atenas, lo que proporcionó a Finlandia su primera victoria en ese concurso. El grupo actuó en los MTV Europe Music Awards 2006 de Copenhague, donde Mr. Lordi presentó el premio al mejor artista rock; además, la agrupación también tocó en el escenario principal del Ozzfest 2007. A finales del año, Lordi se fue de gira con Type O Negative y Twin Method hasta la noche de Halloween. La banda entonces volvió al estudio en mayo de 2008 para empezar a trabajar en Deadache, su cuarto álbum de estudio. A este le siguió Babez For Breakfast, en 2010. En mayo de 2012 Mr. Lordi fue el representante de Finlandia para dar los puntos en el Festival de Eurovisión de 2012. Tres años después, salió a la venta To Beast Or Not To Beast, el sexto trabajo de estudio de la banda. El 31 de julio de 2014, Lordi anunció el séptimo álbum de estudio, Scare Force One, que salió a la venta a finales de octubre de 2014. El 13 de julio de 2016, y con una nueva temática del álbum, así como los trajes y máscaras, la banda anunció el octavo álbum, Monstereophonic (Theaterror vs. Demonarchy), que salió a la venta el 16 de septiembre de 2016. Su noveno trabajo de estudio, Sexorcism, vio la luz el 25 de mayo de 2018. Poco más de un año y medio después, su décimo álbum, Killection, salió a la venta el 31 de enero de 2020. Tras la expansión de la pandemia de COVID-19, el 26 de noviembre de 2021 el grupo sacó a la venta Lordiversity, su undécimo trabajo. El 31 de marzo de 2023 la banda lanzó Screem Writers Guild, duodécimo álbum de estudio en el que se estrenó como guitarrista Kone tras la marcha de Amen después de treinta años en el grupo. Dos años después, el 21 de marzo de 2025, Lordi lanzó Limited Deadition, el decimotercer álbum de la banda.
Hasta la fecha ha vendido más de 600 000 copias en todo el mundo, gracias sobre todo al éxito de ventas de The Arockalypse, con 386 183 ejemplares.

## Historia

### Primeros años
A comienzos del año 1990, Tomi Putaansuu formó parte de una pequeña banda originaria de Rovaniemi, pero la abandonó debido a que los demás miembros no estaban de acuerdo con la introducción de elementos teatrales. En 1991, comenzó a producir una maqueta titulada Lordi, que también sirvió como nombre de su nuevo proyecto musical. Cuatro años más tarde, Putaansuu creó la canción «Inferno» junto con un videoclip para un trabajo escolar, aunque este último aún no ha trascendido porque no llevaba máscara. Dicho tema puede encontrarse en el recopilatorio Rockmurskaa, donde también puede encontrarse «Caught the Black Fire», grabada por el grupo Wanda Whips Wall Street, y en la cual Putaansuu era el vocalista. Al año siguiente conoció a los futuros miembros de su grupo en un viaje a Suecia, para asistir a una reunión de la Kiss Army. De esta forma, la primera formación quedó establecida con Mr. Lordi como vocalista, G-Stealer como bajista, Enary como pianista y Amen como guitarrista —Tomi Putaansuu, Sami Keinänen, Erna Siikavirta y Jussi Sydänmaa respectivamente—.
En 1999, G-Stealer dejó la banda debido a que encontró un trabajo en Gran Bretaña. Tras su salida, Magnum le reemplazó como bajista de Lordi.

### Get Heavy(2002-2003)
Tras quedar completamente establecida, la banda empezó a componer sus primeras canciones. Mr. Lordi además comenzó a realizar cine de terror con sus amigos. Como director y diseñador de efectos, él y los jóvenes cineastas Pete Riski (que sería el director de los vídeos musicales y las películas del grupo), Petri Kangas y Kimmo Valtanen (director de la sucursal de Sony BMG en Finlandia), consiguieron varios premios y representaron a Finlandia en festivales de cine internacionales.
En 2002 el grupo firmó con BMG Finland (gracias al mencionado Kimmo Valtanen), tras varios intentos fallidos de obtener un contrato de grabación. En julio, salió a la venta su primer sencillo, «Would You Love a Monsterman?», que alcanzó la primera posición de la lista finlandesa, además de conseguir un disco de oro, y para el cual se grabó un vídeo musical. Durante el verano, con la ayuda del productor T.T. Oksala, el grupo grabó su álbum debut en los estudios Finnvox, aunque hubo algunos problemas dado que estos no contaban aún con mesa de mezclas.
En otoño de 2002, Magnum dejó Lordi por razones personales, por lo que fue reemplazado por Kalma. El álbum, titulado Get Heavy, fue publicado en noviembre con una portada basada en la del álbum Love Gun de Kiss, aunque la primera idea era la de imitar la de Destroyer, también del grupo estadounidense. Get Heavy ganó en 2003 el premio Emma al mejor álbum de hard rock/heavy metal, y vendió más de 67 000 copias sólo en Finlandia, lo que le permitió conseguir dos certificaciones de platino.
Lordi realizó su primer concierto el 8 de diciembre de 2002, en Helsinki, en el club Nosturi y que se puede encontrar en el recopilatorio Scarchives Vol. 1 de 2012. Además de realizar varias actuaciones en su país de origen, también participó en varios festivales europeos, entre ellos el Wacken Open Air. Durante varias actuaciones, Lordi fue telonero de Nightwish. La gira impulsó la popularidad de ambas bandas en Alemania y le ayudó a firmar un contrato con la discográfica Drakkar.

### The Monsterican Dream(2004–2005)

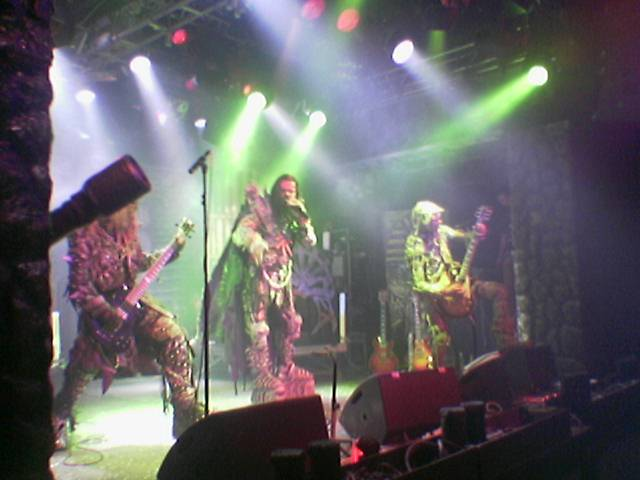
Lordi durante una actuación en Moscú en 2005.

A comienzos de 2004, Lordi empezó a grabar su siguiente álbum de estudio que produjo Hiili Hiilesmaa. Este segundo trabajo, titulado The Monsterican Dream, salió a la venta el 14 de abril de 2004 e incluye los sencillos «My Heaven Is Your Hell» y «Blood Red Sandman». La edición especial contiene además un DVD con la película The Kin. The Monsterican Dream fue disco de oro en 2006 y platino en 2007 en Finlandia.
En febrero de 2005, Sanctuary Records publicó The Monster Show, un álbum recopilatorio. La discográfica tenía en mente lanzarlo exclusivamente en Estados Unidos, aunque debido a problemas financieros, fue editado en Reino Unido al ser más económico. Por su parte, Sony BMG se encargó de su distribución en Finlandia.
La idea del recopilatorio The Monster Show tuvo su origen en la primavera de 2004, cuando Mr. Lordi entrevistó a Gene Simmons de Kiss y le regaló una copia de Get Heavy. El asistente de Simmons anunció que estaría dispuesto a publicar los trabajos del grupo en los Estados Unidos, pero solo si este estaba dispuesto a compartir los ingresos por las ventas. Por ello, la banda decidió trabajar con Sanctuary Records; la cual prefirió editar un recopilatorio de las mejores canciones en vez de lanzar dos álbumes individuales.
Por otra parte, en el seno de Lordi comenzaron a surgir tensiones entre los miembros, y tras la marcha de Enary, Kalma anunció su salida debido a problemas financieros y familiares. Este último dejó la banda justo antes de que esta participase en la clasificación del Festival de la Canción de Eurovisión 2006. Dos nuevos miembros llegaron para suplir las bajas; el bajista OX (Samer El Nahhal) y la teclista Awa (Leena Peisa).

### The Arockalypsey victoria en Eurovisión (2006–2008)

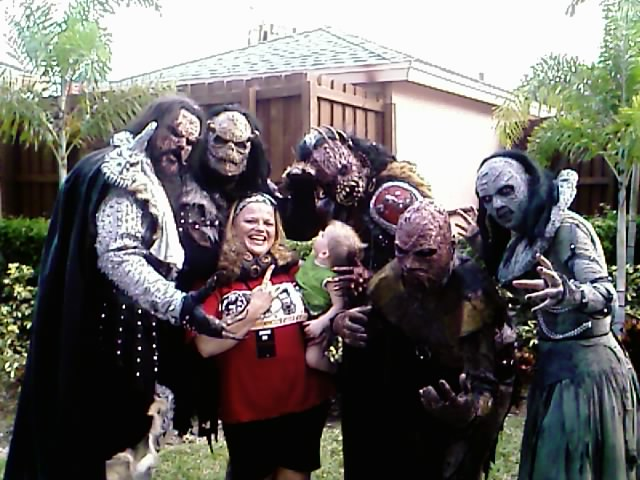
Aficionados con Lordi en el concierto del Ozzfest de 2007

El 3 de marzo de 2006, Lordi sacó su tercer disco, The Arockalypse. En este álbum colaboraron Udo Dirkschneider de U.D.O., Bruce Kulick de Kiss y Jay Jay French y Dee Snider de Twisted Sister, además de Kalma, que aunque fue quien tocó el bajo en el álbum, no apareció finalmente en la portada del mismo.
El DVD que se encuentra en la edición especial, contiene un concierto en vivo desde la plaza del mercado de Helsinki, un documental titulado «Hello Athens» y los vídeos musicales de «Hard Rock Hallelujah» y «Who's Your Daddy?».
The Arockalypse alcanzó la primera posición en Finlandia, donde consiguió tres discos de platino,  y en Suecia, donde alcanzó una certificación de oro. Por otra parte, el sencillo «Hard Rock Hallelujah» llegó al número uno de la lista finlandesa de sencillos y llegó al top 10 en países como Alemania, Suiza, Noruega, Austria, Irlanda y Suecia.
El 20 de mayo de 2006, Lordi, que actuó como representante de Finlandia, ganó el Festival de la Canción de Eurovisión 2006 celebrado en Atenas con la canción «Hard Rock Hallelujah». La banda obtuvo 292 puntos, cuarenta más que el segundo clasificado; Dima Bilan, representante de Rusia. Fue la primera y hasta ahora única victoria de este país en el festival en el cual, además, nunca había conseguido quedar entre los cinco primeros puestos. 
La participación del grupo en el festival causó controversia en algunos sectores. La presidenta de la unión griega de bares y restaurantes, Niki Kostantinidou, hizo una petición pública a los ciudadanos finlandeses y griegos para evitar que la banda participara en el festival por considerarla satánica. Sin embargo, esta alegó que sus máscaras y sus trajes forman parte de su identidad musical y que un grupo de satanistas no escribiría canciones como «Hard Rock Hallelujah» o «Devil Is a Loser». Además de este problema, la cadena pública de radiotelevisión finlandesa, YLE, comunicó que no podía asumir con las gastos de pirotecnia utilizada por el grupo. Aunque este llegó a hacer una petición popular para recaudar dinero, finalmente fueron YLE y varios grupos privados quienes se hicieron cargo de los gastos.
La celebración de la victoria de Lordi en Eurovisión tuvo lugar el 26 de mayo en la plaza del mercado de Helsinki, ante más de 100 000 personas. Entre otros actos, tuvo lugar un karaoke multitudinario con la canción ganadora y que obtuvo un Récord Guiness. La presidenta Tarja Halonen entregó a los componentes de la banda la llave de la ciudad. También participaron otros grupos de música finlandeses como PMMP o Kilpi.
Ese mismo mes, un diario danés publicó una imagen de Mr. Lordi sin máscara, por lo que el grupo pidió a través de una petición por internet que boicotearan a dichas revistas. Ante la demanda popular, el periódico retiró las imágenes.

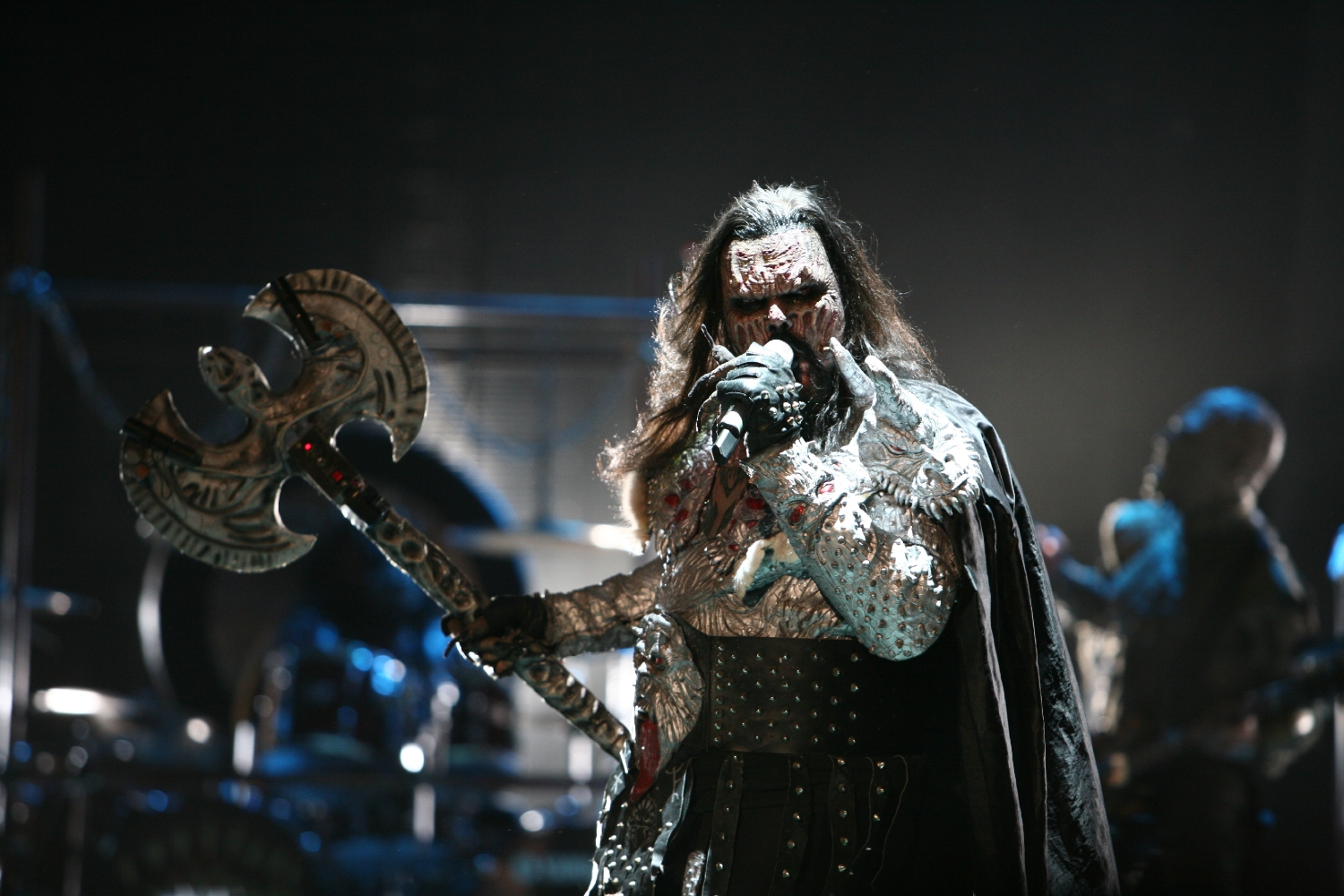
Lordi abriendo la final de Eurovisión en Helsinki en 2007

Tras el triunfo en Eurovisión, la banda comenzó la gira Bringing Back the Balls to Europe en otoño de 2006. La actuación realizada en Estocolmo fue grabada y publicada en febrero de 2007 bajo el título Bringing Back the Balls to Stockholm 2006. Durante el último concierto, el 31 de octubre en Londres, Kalma subió al escenario para interpretar algunos temas.
En noviembre de 2006, Lordi interpretó «Hard Rock Hallelujah» en los MTV Europe Music Awards y consiguió una nominación en la categoría de «mejor artista finlandés», además el vocalista presentó el premio al «mejor artista de rock». Por aquellos momentos, Bill Aucoin, conocido por haber sido el mánager original de Kiss, se convirtió en el gestor de la banda.
Al principio del verano de 2007, en Oulu, los miembros de Lordi participaron en una película de terror llamada Dark Floors, la cual se estrenó el 8 de febrero de 2008. En julio de 2007, la banda hizo una gira por Norteamérica que incluía el Ozzfest.
Después de que terminara el festival al final de agosto, el conjunto se tomó un pequeño descanso. En septiembre, se anunció que haría una nueva gira por los Estados Unidos el 12 de octubre de 2007 junto con Type O Negative. La misma terminó el 31 de octubre de 2007, y el grupo volvió a Finlandia para grabar la canción «Beast Loose in Paradise», compuesta para los créditos de la película Dark Floors. La canción tiene dos versiones, con la única diferencia entre ambas de la duración de la introducción. La portada del sencillo está basada en la del álbum Creatures of the Night de Kiss.

### Deadache(2008–2009)
Lordi empezó a grabar su cuarto álbum en la primavera de 2008, que salió la venta el 29 de octubre de 2008 bajo el título Deadache. Nino Laurenne fue el productor. El lanzamiento impulsó otro cambio en los trajes de los miembros. Antes de terminar el disco, la banda reveló que contendría más partes de piano que sus antecesores y que la canción «Missing Miss Charlene» contendría un coro de niños. El primer sencillo, «Bite It Like a Bulldog», salió al mercado el 3 de septiembre de 2008.
Lordi anunció antes del lanzamiento del álbum, que Deadache se vendería a nivel mundial; además, el vocalista comentó: «No hace falta decir que la canción que presentamos en Eurovisión distorsiona las ventas, obviamente el nuevo álbum no va a ser vendido de la misma forma en Europa, ni siquiera en Finlandia. Sabemos que allí el disco tendrá buenas ventas, pero aunque fuera certificado como doble platino, no venderá más de 100 000 copias».
Poco después de la publicación de Deadache, Lordi hizo una gira por los Estados Unidos en noviembre con Lizzy Borden. El 6 de noviembre, interpretó «Bite It Like A Bulldog» en el programa de la NBC Late Night with Conan O'Brien.
Además, el sencillo «Bite It Like A Bulldog» llegó a ser número uno en las listas de Finlandia, además de conseguir el disco de oro.

### Babez For Breakfast(2009−2012)
Mr. Lordi pasó la primera semana de abril en Los Ángeles con el exguitarrista de Kiss Bruce Kulick y con Jeremy Rubolino. Durante ese tiempo produjeron dos canciones, «Cut Off My Head» y «Call Off The Wedding». Según el líder de la banda, el nuevo álbum tendría un estilo parecido al de los años 80. Michael Wagener produjo el disco en Tennessee, Estados Unidos, en el WireWorld Studio de Nashville. Su quinto trabajo de estudio, Babez For Breakfast, salió a la venta el 15 de septiembre de 2010 y fue precedido por el sencillo «This Is Heavy Metal». Para promocionar su lanzamiento, el grupo estrenó un nuevo vestuario e inició la gira europea Europe For Breakfast Tour 2010.
El 4 de octubre, la banda anunció la salida de Kita, debido a que este inició el proyecto Stala & So. en el que actuaba sin máscara. El elegido para reemplazarle fue Otus (Tonmi Lillman), batería de To/Die/For. Babez For Breakfast llegó al noveno puesto en la lista finlandesa de álbumes.
En 2012 la banda celebró su vigésimo aniversario con el lanzamiento del recopilatorio Scarchives Vol. 1, que contiene el primer álbum que el grupo grabó pero que no había salido a la venta; Bend Over And Pray The Lord. El DVD incluido contiene su primer concierto, celebrado en el club Nosturi de Helsinki en el año 2002 y comentado por Mr. Lordi.
El 14 de febrero, la banda anunció el fallecimiento de Otus. Su sustituto fue un batería conocido como The Drummer (con nombre real Jari Mäkeläinen) contratado temporalmente para las actuaciones en directo.
Tras la llegada del nuevo miembro, Lordi realizó una gira finlandesa en conmemoración de su vigésimo aniversario y durante la cual, el vocalista participó como jurado del programa musical Kuorosota.
El 25 de julio de 2012, Awa anunció su salida de la banda. Su último concierto tuvo lugar en agosto, en Rovaniemi, donde el grupo contó con la colaboración del dúo Martti Servo & Napander. Pocos días después Lordi anunció que ya habían elegido una nueva teclista.
La banda reveló en julio de 2012 que trabajaba en un proyecto cinematográfico titulado Monsterman, producido por Antti Haase.

### To Beast Or Not To Beast(2012−2014)
Lordi comenzó a grabar su sexto álbum de estudio en Nashville el 1 de septiembre de 2012, con Michael Wagener como productor. Dos meses más tarde, el conjunto hizo pública su nueva formación, que completaban el batería Mana y la teclista Hella. El álbum, To Beast Or Not To Beast, salió a la venta el 1 de marzo de 2013 y le precedió el sencillo «The Riff», editado un mes antes.
Tras su publicación, la banda también desveló su nueva vestimenta y las fechas de su gira europea Tour Beast Or Not Tour Beast. Como tributo a Otus, To Beast Or Not To Beast incluye el tema «SCG6: Otus’ Butcher Clinic», que consta de un solo realizado por el batería en 2010 en París. To Beast Or Not To Beast alcanzó el octavo puesto en la lista finlandesa.

### Scare Force One(2014)
El 31 de julio de 2014, el grupo anunció que el título de su séptimo álbum sería Scare Force One. El álbum se grabó en junio, que finalmente vio la luz el 31 de octubre en Europa, y el 3 de noviembre en América del Norte. El primer sencillo del álbum, «Nailed by the Hammer of Frankenstein», fue lanzado en plataforma digital el 19 de septiembre. El 1 de noviembre, Lordi promocionó el álbum en un concierto celebrado en The Circus, Helsinki.
A principios de 2015, se anunció a través del Facebook oficial de Lordi que Hella estaba embarazada. El guitarrista de la banda, Amen, confirmó que la pianista sería reemplazada para los festivales de verano. En verano de 2015, Hella fue sustituida por Nalle, que tocó por primera vez en un concierto celebrado en Rovaniemi. El 31 de mayo de 2015 la banda tocó en el 60 aniversario del Festival de Eurovisión celebrado en Londres.

### Monstereophonic (Theaterror vs. Demonarchy)(2016−2017)
A finales de 2015, la banda anunció que empezó a trabajar en un nuevo álbum. La grabación comenzó en diciembre, aunque la misma se vio alterada tras la muerte del padre de Mr. Lordi. En abril de 2016 la grabación continuó, con Nino Laurenne como productor, el cual ya trabajó con la banda en 2008. En una entrevista para «Spark TV», Mr. Lordi afirmó que el nuevo álbum saldría a la luz en septiembre. El nuevo trabajo de Lordi fue descrito como un «álbum split», donde las seis primeras canciones son de carácter parecido a las canciones antiguas de la banda, mientras que las seis últimas son más progresivas, creando un álbum conceptual. Para promocionar el disco se estableció el «Monstour», el cual comenzó en octubre de 2016. El primer sencillo del álbum, «Hug You Hardcore», se lanzó en agosto. El título del álbum, Monstereophonic (Theaterror Vs. Demonarchy), fue anunciado el 13 de julio, el cual se publicó el 16 de septiembre.

### Sexorcism(2018)
El 8 de marzo de 2018, la banda anunció a través de las redes sociales el nombre y la portada del nuevo álbum. Un día antes, y como siempre que hay un nuevo lanzamiento, Lordi mostró los nuevos trajes de los miembros. El disco, titulado Sexorcism, se lanzó el 25 de mayo. El 13 de abril se lanzó el primer sencillo de Sexorcism, titulado «Your Tongue's Got The Cat». El segundo sencillo del álbum, «Naked in My Cellar», fue anunciado, junto con un videoclip, el 4 de mayo. El 1 de junio de 2018 se anunció el «Sextourcism», tour que promocionó el álbum y que comenzó en octubre de 2018. 

### Killection(2019-2020)
El 27 de septiembre de 2019, Lordi anunció en todas sus redes sociales el nombre del décimo álbum, Killection. El mismo día se anunció el «Killectour», gira que promocionó el álbum y que comenzó el 16 de febrero de 2020 en Budapest. El álbum cuenta con tres sencillos: El primero, «Shake the Baby Silent», lanzado el 8 de noviembre de 2019, y el segundo, «I Dug a Hole in the Yard for You», sacado a la venta el 29 del mismo mes. Dos semanas antes de la publicación del álbum se lanzó el tercer y último sencillo, titulado como «Like A Bee To The Honey», una canción escrita originalmente por el guitarrista de Kiss Paul Stanley y Jean Beauvoir. Además la canción contiene un solo de saxofón tocado por Michael Monroe. Finalmente, el 31 de enero de 2020, el álbum salió a la venta en todo el mundo. Tres meses después, el 14 de marzo, tras la expansión de la pandemia de COVID-19 por Europa, la gira se canceló cuando aun quedaban la mitad de la misma por celebrarse.

### Lordiversity(2021-2022)
El 6 de abril de 2021, la banda anunció que lanzaría siete álbumes de estudio a final de año del 2021. Respecto al estilo de los álbumes, la banda anunció: «Los álbumes sonarán todos diferentes entre sí, todos están en diferentes estilos y épocas ficticias en la línea de tiempo Killection. Por cierto, cinco de los siete álbumes ya están terminados, y el número seis está en camino».
El 19 de agosto de 2021, Lordi lanzó el sencillo «Believe Me», y simultáneamente anunció Lordiversity, una caja recopilatoria compuesta por siete álbumes de estudio: Skelectric Dinosaur, Superflytrap, The Masterbeast from the Moon, Abusement Park, Humanimals, Abracadaver y Spooky Sextravaganza Spectacular. Posteriormente se lanzaron varios sencillos, siendo estos «Abracadaver», lanzado el 24 de septiembre de 2021; «Borderline», el 22 de octubre de 2021 junto con un vídeo musical, y «Merry Blah Blah Blah» el 24 de noviembre. Dos días después, el 26 de noviembre de 2021, salió a la venta la caja recopilatoria Lordiversity, conteniendo los siete álbumes anunciados previamente. El quinto sencillo, «Demon Supreme», salió a la venta el 17 de diciembre de 2021; tres semanas después, el 7 de enero de 2022, «Day Off of the Devil»; y finalmente, el 28 de enero, «Spear of the Romans», el séptimo y último sencillo de la caja recopilatoria.
El 6 de mayo de 2022 se anunció la salida de Amen de la banda a través de un comunicado redactado por Mr. Lordi, aclarando que había pedido a Amen que dejara la banda a finales de febrero de 2022 debido a tensiones que habían surgido recientemente. El 30 de mayo la banda anunció a Kone como nuevo guitarrista de la banda, debutando en concierto en el festival Rock in the City de Kuopio el 10 de junio de 2022. El 8 de octubre del mismo año comenzó el Lordiversitour, una gira que recorrería Europa para promocionar la nueva caja recopilatoria de la banda.

### Screem Writers Guild(2022-2024)
El 21 de noviembre de 2022, Lordi informó la firma de un nuevo contrato con la productoria Atomic Fire Records, desvinculándose por tanto de AFM Records, con quien trabajó desde 2013. Junto a dicha noticia, anunciaron simultáneamente la finalización de la grabación de un nuevo álbum de estudio. El título del álbum, Screem Writers Guild, se anunció más tarde el 1 de enero de 2023. El 26 de enero salió a la luz la lista de canciones del álbum junto con el primer sencillo, «Lucyfer Prime Evil». El segundo sencillo del álbum, «Thing in the Cage», se estrenó el 3 de marzo. Finalmente, el 31 de marzo se lanzó el álbum al mercado junto con el videoclip de la canción «Dead Again Jayne». Para promocionar su lanzamiento, el grupo inició la gira europea Unliving Pictour Show.

### Limited Deadition(2024-)
El 31 de octubre de 2024, Lordi anunció un cambio de imagen en la banda, hecho que se produce con la salida de cada nuevo álbum. Más de un mes después, el 12 de diciembre, salió a la luz la lista de canciones del álbum junto con el título del mismo, Limited Deadition. El 13 de diciembre, un día después, lanzaron «Syntax Terror», el primer sencillo del disco. El 17 de enero de 2025 se publicó el segundo sencillo del disco: «Retropolis». El mismo día del lanzamiento del segundo sencillo, para promocionar el lanzamiento del álbum, el grupo anunció la gira europea Limited Tour '25. El 14 de febrero de 2025 se estrenó el tercer y último sencillo del álbum, titulado «Hellizabeth».

## Estilo musical
El estilo musical de Lordi es principalmente hard rock, con algunos tintes de heavy, y sus álbumes están relacionados con letras terroríficas. La agrupación está influenciada principalmente por Alice Cooper, Twisted Sister y Kiss, y fue esta última la que inspiró a sus miembros a utilizar máscaras. Por otra parte, su música no ha recibido una acogida positiva de los críticos.

## Disfraces

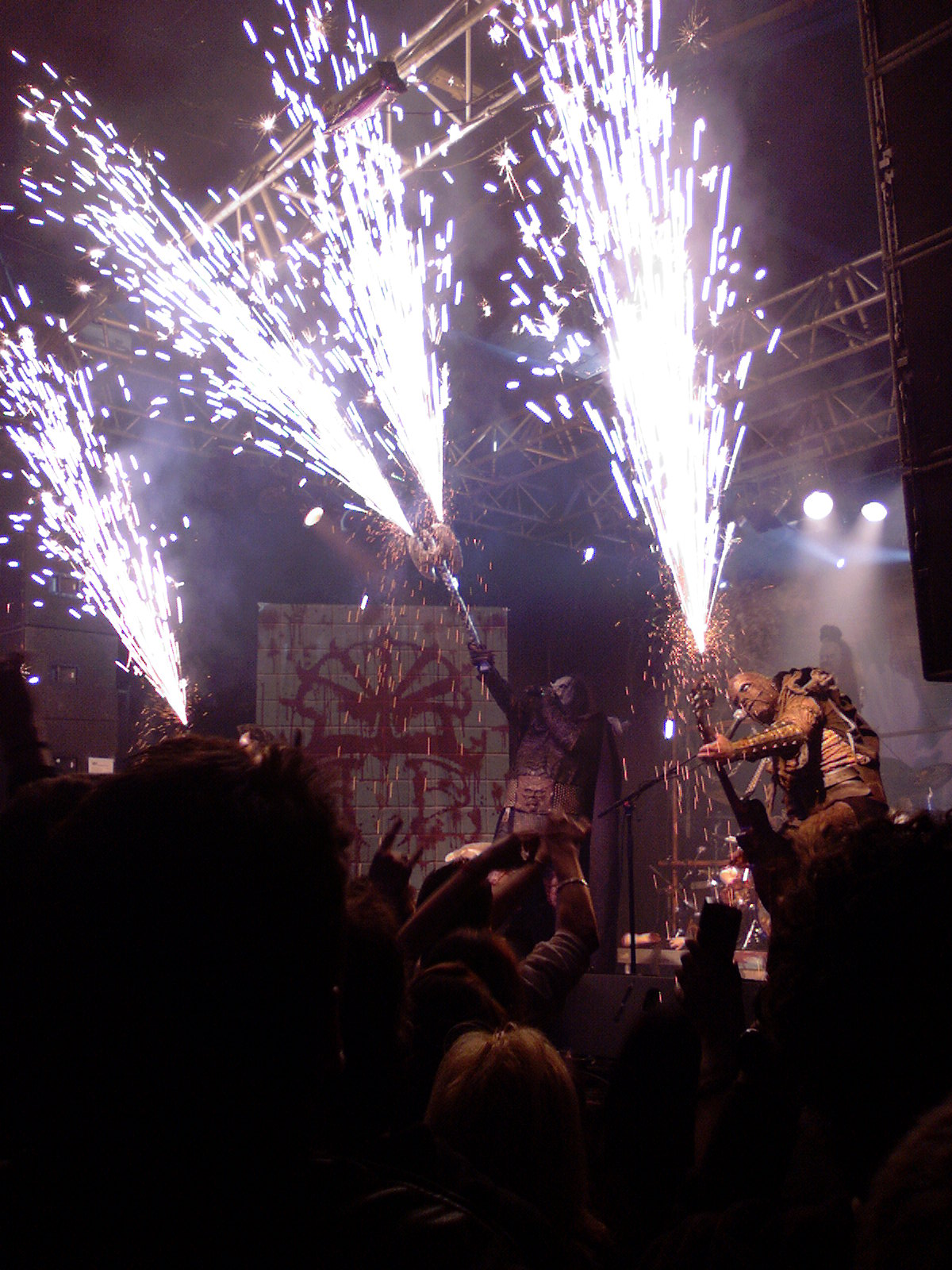
Pirotecnia en un concierto de Lordi

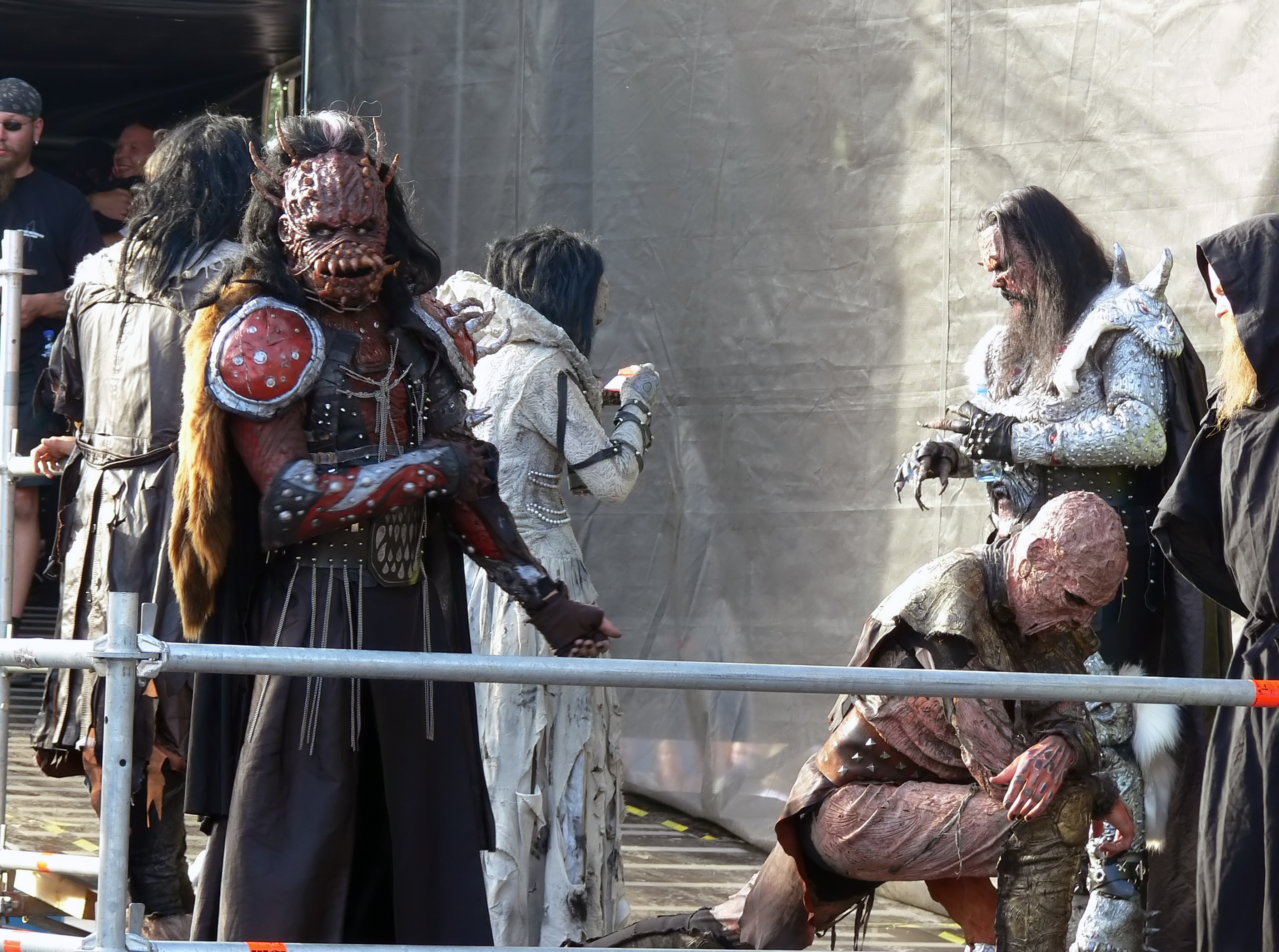
Lordi junto a los demás miembros antes de un concierto. De izquierda a derecha: OX —detrás de Kita—, Kita, Awa, Amen —delante de Mr. Lordi— y Mr. Lordi

Lordi es conocida por sus disfraces y sus máscaras. Mr. Lordi diseña cada traje y máscara de cada miembro con ayuda de su esposa Johanna Askola cada vez que la banda saca a la venta un nuevo álbum. La vestimenta cubre el cuerpo al completo a excepción de los dedos. Los materiales usados para cada traje rondan los 1 000 euros por miembro.
El propio grupo tomó ideas de Kiss, como por ejemplo el uso de zapatos de suela alta y pirotecnia.
Los disfraces tienen una gran importancia para la agrupación, puesto que los integrantes rechazan aparecer en público sin ellos.
En un principio, Mr. Lordi era reacio a dar entrevistas, ya que quería que el país de origen fuera un misterio, pero tras la participación y victoria en Eurovisión, permitió al público saber la nacionalidad de los integrantes de Lordi. La banda nunca ha dado entrevistas sin máscara, excepto a unos pocos medios finlandeses con la condición de que no utilizaran cámaras. A pesar del estricto control de la banda en relación con sus trajes, y tras el éxito que alcanzó tras el festival de Eurovisión, varios periódicos comenzaron a publicar fotos de los miembros sin maquillaje. El 15 de marzo del 2006, el tabloide finlandés Ilta-Sanomat publicó una fotografía del vocalista sin su disfraz y con su cara parcialmente al descubierto. Lordi explicó este hecho como un insulto hacia ellos, y un intento por destruir la «imagen de monstruo» por la que la banda había trabajado durante diez años.

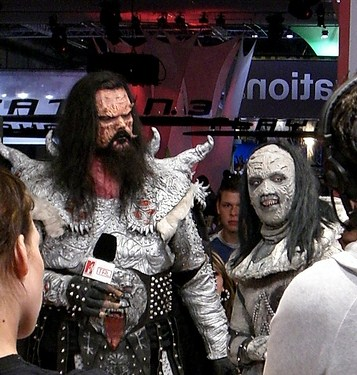
Mr. Lordi y Awa aparecen con máscaras ante la prensa

El 22 de mayo del 2006, el periódico Daily Mail publicó una vieja foto de una banda, al pensar que era Lordi, sin maquillaje o máscaras. Después revelaron que las personas que aparecían en la foto eran los miembros de Children of Bodom, quienes posteriormente reconocieron el hecho en su página web. Sin embargo, la fotografía incluía a Erna Siikavirta, quien fue miembro de Lordi con el sobrenombre de Enary. El mismo día, Bild-Zeitung publicó lo que afirmaba ser una fotografía de Mr. Lordi sin su máscara con el encabezado «Él es el Monstruo del Grand Prix: Alemania discute el ganador más feo de todos los tiempos». El 24 de mayo del 2006, el tabloide finlandés 7 Päivää, y dos días después, el tabloide Katso!, publicaron fotos de los otros cuatro miembros de la banda sin su máscara. Los lectores criticaron a ambas revistas por publicar esas fotos, lo que las llevó a publicar disculpas y promesas de no volver a difundir imágenes de Lordi sin máscaras.
La indumentaria de Mr. Lordi permanece en la sección de trajes históricos del Castillo de Turku.

## Miembros

### Miembros actuales

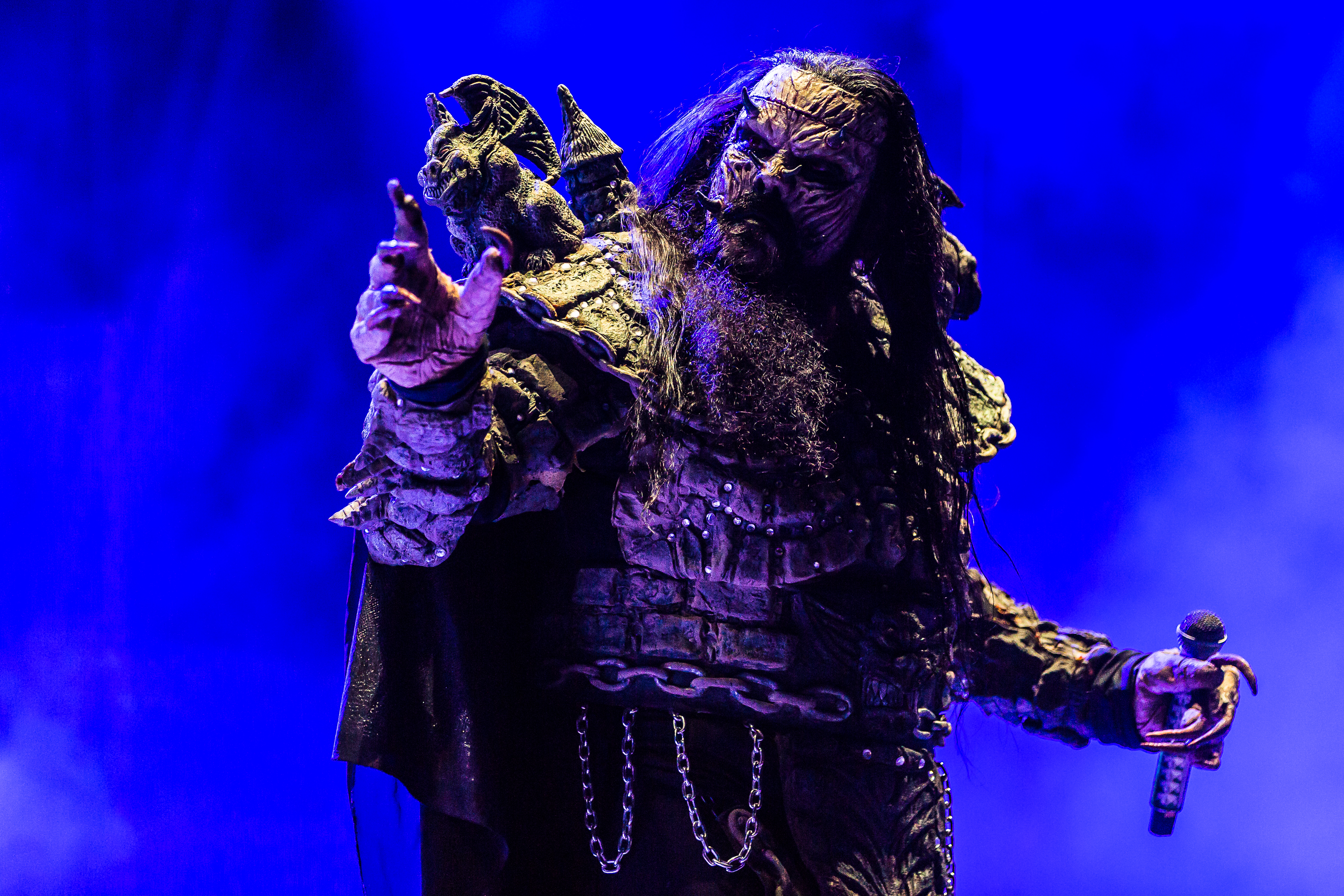
Mr. Lordi vocalista 1992-actualidad
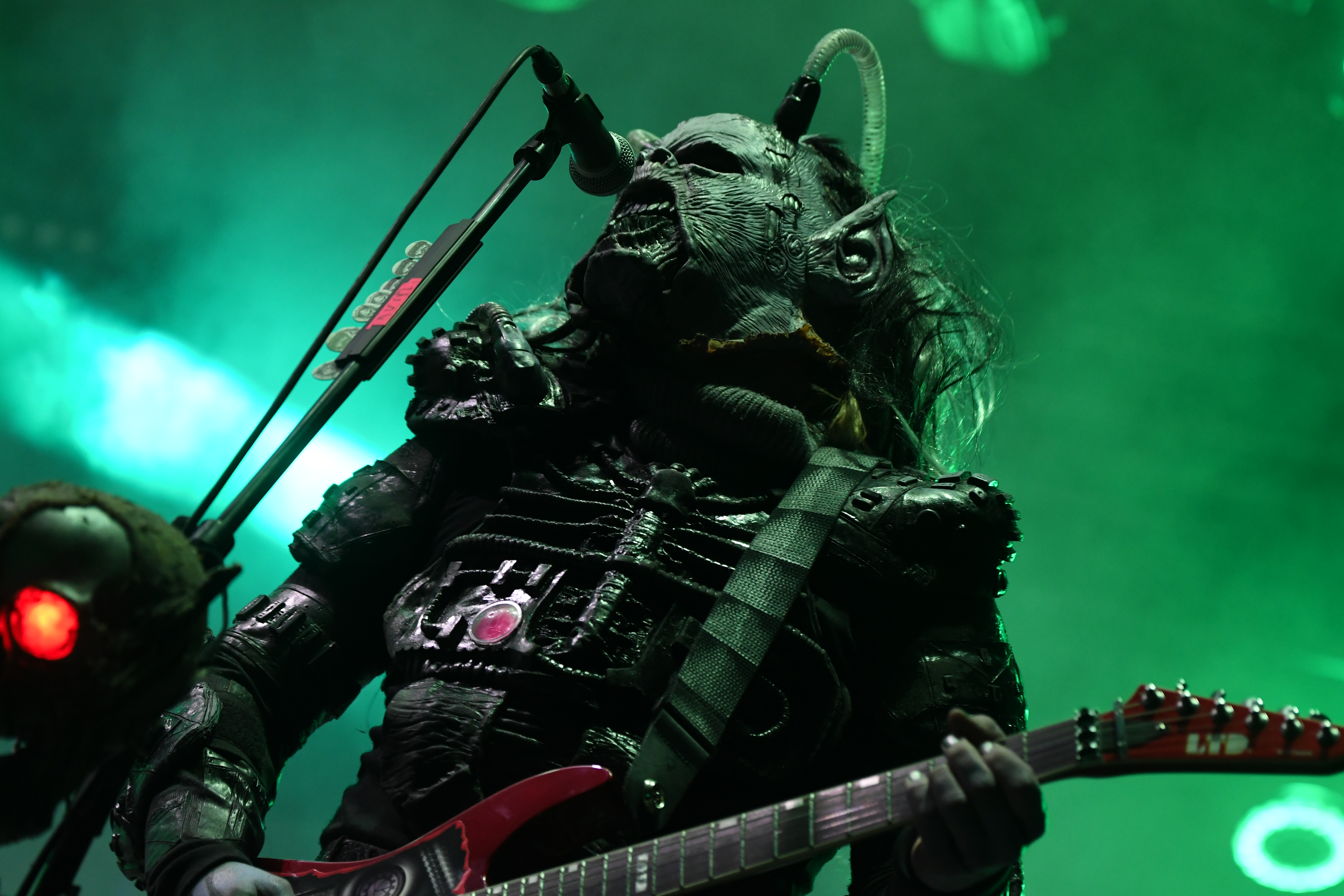
Kone guitarrista 2022-actualidad
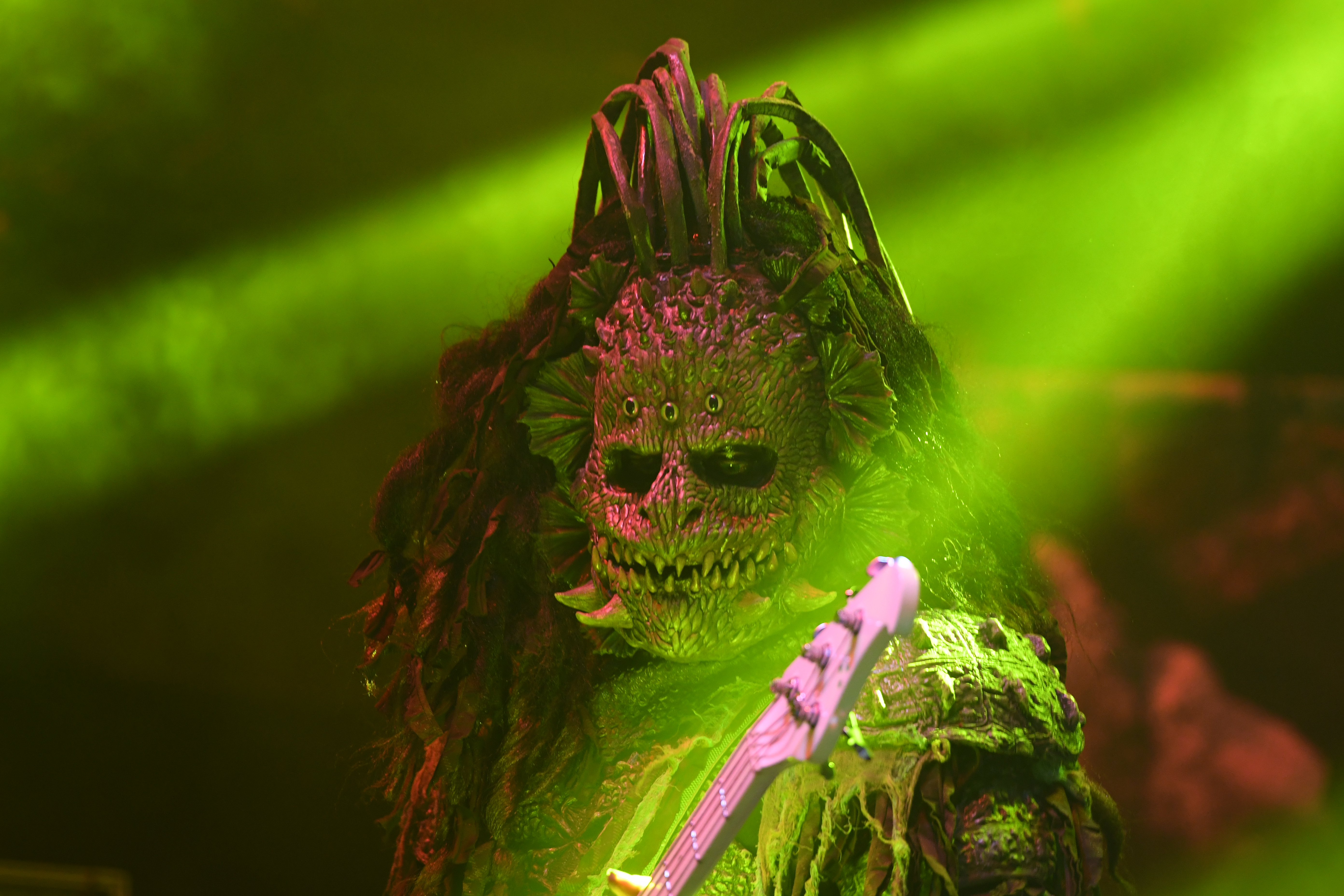
Hiisi bajista 2019-actualidad
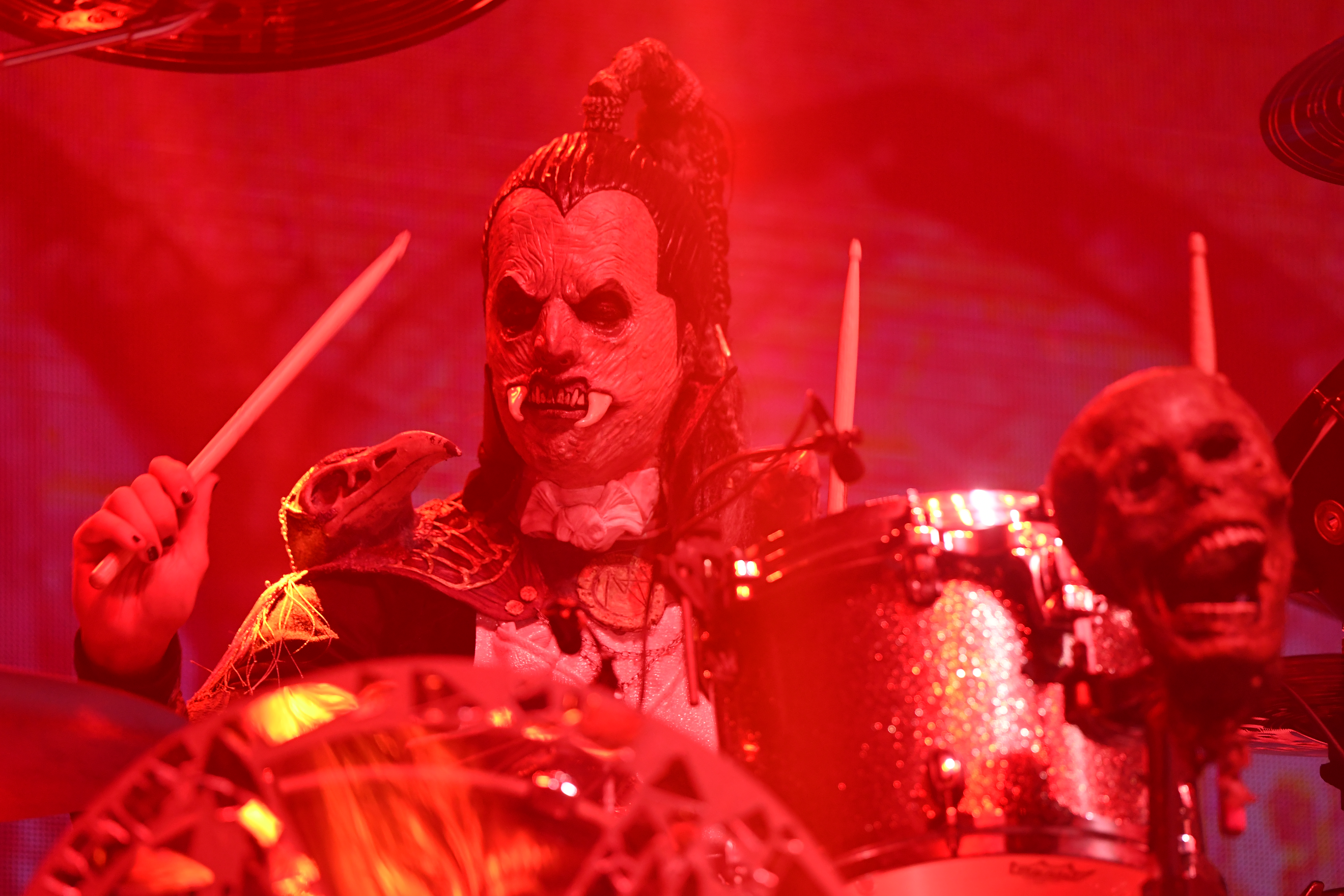
Mana batería 2012-actualidad
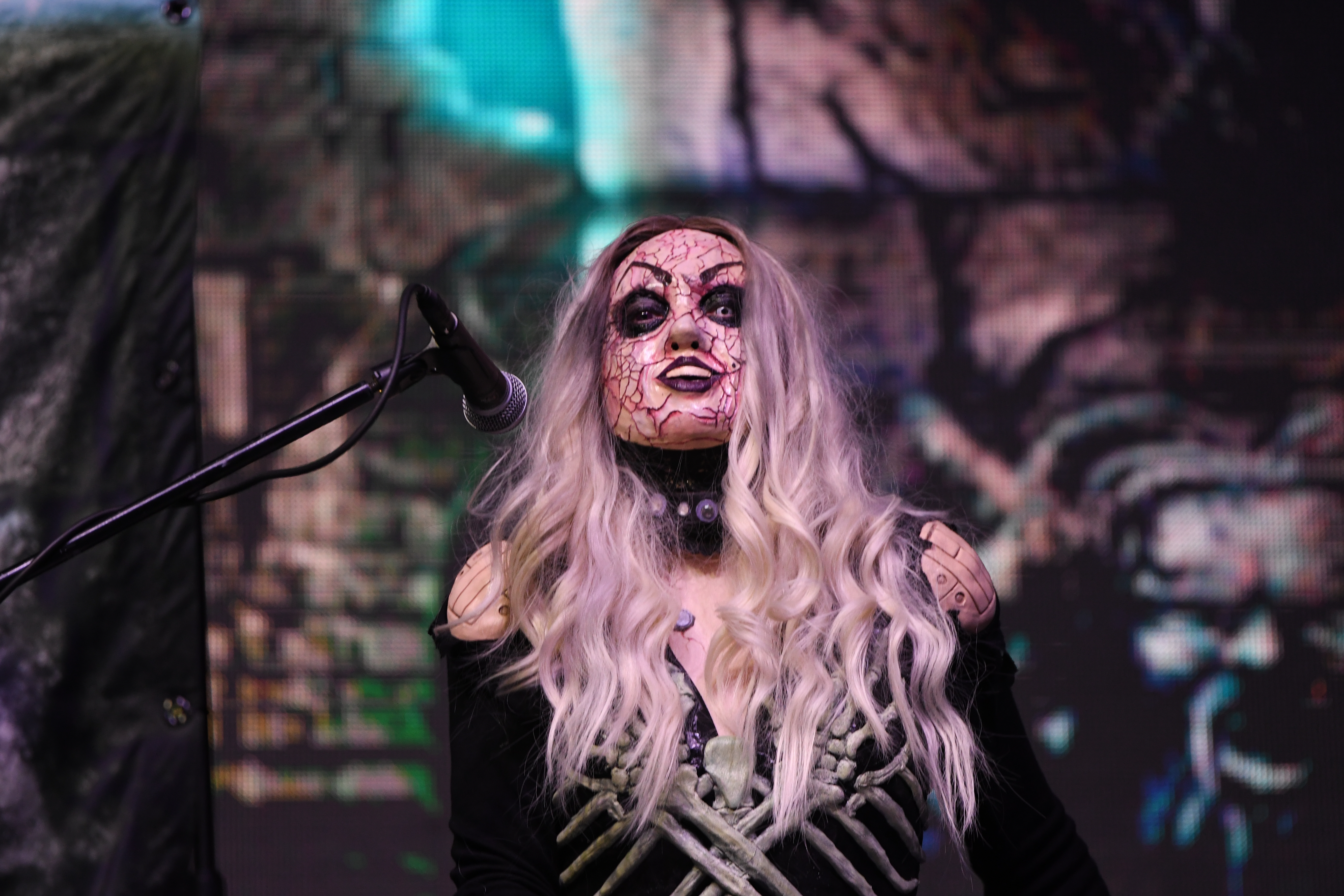
Hella teclado 2012-actualidad

### Miembros anteriores
- G-Stealer, bajo (1996-1999)
- Magnum, bajo (1999-2002)
- Enary, teclado (1997-2005)
- Kalma, bajo (2002-2005)
- Kita, batería (2000-2010)
- Otus, batería (2010-2012)
- Awa, teclado (2005-2012)
- OX, bajo (2005-2019)
- Amen, guitarra (1996-2022)

### Miembros invitados
- The Drummer, batería (conciertos de 2012)
- Nalle, teclado (conciertos de 2015, 2017, 2023 y 2025)

## Giras musicales
| Gira                                 | Fecha                                           | Lugar                 |
| ------------------------------------ | ----------------------------------------------- | --------------------- |
| Wacken Road Show                     | 14 de abril - 25 de abril de 2003               | Alemania              |
| European Monstour                    | 23 de marzo - 6 de noviembre de 2005            | Europa                |
| Bringing Back The Balls To Finland   | 3 de marzo - 28 de abril de 2006                | Finlandia             |
| (Anonymous victory celebration tour) | 26 de mayo - 1 de septiembre de 2006            | Europa                |
| Bringing Back The Balls To Europe    | 16 de septiembre - 31 de octubre de 2006        | Europa                |
| Bringing Back The Balls To Baltia    | 21 de febrero - 25 de febrero de 2007           | Países bálticos       |
| Bringing Back The Balls To Japan     | 9 de abril - 13 de abril de 2007                | Japón                 |
| Ozzfest                              | 12 de julio - 30 de agosto de 2007              | América del Norte     |
| Halloween Tour                       | 12 de octubre – 31 de octubre de 2007           | Estados Unidos        |
| Deadache USA Tour 2008               | 7 de noviembre - 24 de noviembre de 2008        | Estados Unidos        |
| Deadache Europe Tour 2009            | 29 de enero – 16 de abril de 2009               | Europa                |
| Europe For Breakfast Tour 2010       | 5 de noviembre - 19 de diciembre de 2010        | Europa                |
| Tour Beast Or Not Tour Beast         | 3 de abril - 30 de diciembre de 2013            | Europa                |
| Tour Force One                       | 30 de enero - 15 de noviembre de 2015           | Europa                |
| MonsTour                             | 1 de octubre de 2016 - 4 de marzo de 2017       | Europa Estados Unidos |
| Sextourcism                          | 25 de octubre de 2018 - 28 de diciembre de 2018 | Europa                |
| Killectour                           | 16 de febrero de 2020 - 14 de agosto de 2021    | Europa                |
| Lordiversitour                       | 8 de octubre de 2022 - 10 de diciembre de 2022  | Europa                |
| Unliving Pictour Show                | 14 de marzo de 2024 - 5 de mayo de 2024         | Europa                |
| Limited Tour '25                     | 21 de marzo de 2025 - 18 de octubre de 2025     | Europa                |

## Discografía
Álbumes de estudio
- 1999: Bend Over And Pray The Lord
- 2002: Get Heavy
- 2004: The Monsterican Dream
- 2006: The Arockalypse
- 2008: Deadache
- 2010: Babez For Breakfast
- 2013: To Beast Or Not To Beast
- 2014: Scare Force One
- 2016: Monstereophonic (Theaterror vs. Demonarchy)
- 2018: Sexorcism
- 2020: Killection
- 2021: Lordiversity
- 2023: Screem Writers Guild
- 2025: Limited Deadition

## Películas
Mr. Lordi también trabajó en la industria del cine. En la década de 1990 era un estudiante que hacía cortos de películas de terror para la escuela. Más tarde, el vocalista hizo el guion gráfico de películas como Häjyt  en 1999 y Pahat pojat. En otoño de 2003 la banda empezó a grabar el cortometraje sobre Lordi The Kin. La película acabó de rodarse en la primavera de 2004 e incluida posteriormente en la edición especial de The Monsterican Dream y en Market Square Massacre. La película no llegó a las salas de cine, pero salió en la Subtv. dos veces durante 2004.
Lordi volvió a la filmografía en 2007, cuando inició el largometraje de Dark Floors. La idea de la película nació tras ganar el Festival de la Canción de Eurovisión en 2006, tras una entrevista entre Mr. Lordi y el director de Solar Films Markus Selin. Dark Floors salió en los cines de Finlandia el 8 de febrero de 2008.
| Estreno                  | Título                 | Director        | Producción     |
| ------------------------ | ---------------------- | --------------- | -------------- |
| 16 de abril de 2004      | The Kin (cortometraje) | Lauri Haukkamaa | Kinoproduction |
| 8 de febrero de 2008     | Dark Floors            | Pete Riski      | Solar Films    |
| 26 de septiembre de 2014 | Monsterman             | Antti Haase     | Illume         |

## Otros lanzamientos

### Cómics
- «The Uninvited Guests»[191]
- «Keräilijä»[191]
- «Monster Magazine»[191]
- «Lordi 1: Alkuperä»[191]
- «Lordi 2: Verenjano»[191]
- «Lordi 3: Verensininen»[191]
- «Graphic Novels»